# Babah Jurong (Kembang Tanjong)
Babah Jurong is een bestuurslaag in het regentschap Pidie van de provincie Atjeh, Indonesië. Babah Jurong telt 265 inwoners (volkstelling 2010).